# Massacre de Bongboto
Le 21 juillet 2021, 13 civils non armés sont assassinés dans le village de Bongboto près de Bossangoa en République centrafricaine. Les forces gouvernementales et les rebelles de la Coalition des patriotes pour le changement se sont mutuellement accusés du massacre. L'enquête menée par Human Rights Watch a identifié des mercenaires russes du groupe Wagner comme responsables du massacre tandis que les résultats de l'enquête lancée par le gouvernement n'ont pas été publiés.

## Chronologie
Le 21 juillet, peu après 6 heures du matin, un groupe de 19 jeunes hommes circulant sur six motos quitte Bossangoa en direction du nord. Ils traversent ensuite un poste de contrôle militaire centrafricain permanent au nord de Bossangoa. Deux ou trois motocyclistes sont autorisés à passer le poste de contrôle ou à retourner à Bossangoa, tandis que trois ou quatre d'entre eux sont arrêtés par des soldats. Entre 6 et 7 heures du matin, un certain nombre de véhicules militaires passent sur les lieux, notamment un pick-up land cruiser, un land cruiser de l'armée nationale et un pick-up de la gendarmerie. Puis, passent quatre motos avec des hommes blancs. Il s'agirait de mercenaires russes qui patrouilleraient dans la zone avec des gendarmes.
Entre quatre et six hommes sur quatre motos bloquent la route 12 km au nord de Bossangoa. Ils portent des vêtements beige/kaki, des foulards couvrant leur visage, des bottes militaires, des gants et des lunettes de soleil. Ils pointent des armes sur des voyageurs faisant signe de la main de s'arrêter, ce que le groupe fait à quelques mètres du barrage routier. Ensuite, les hommes russes les forcent à descendre des motos et à mettre les mains sur la tête. Les Russes prennent leurs téléphones, leur argent et fouillent leurs sacs. Les hommes encerclent le groupe et ont commencé à les frapper et à leur donner des coups de pied alors qu'ils étaient allongés sur le sol. Ensuite, deux des hommes russophones arrêtent les membres du groupe un par un et leur tirent une balle dans la tête. Deux personnes réussissent à s'enfuir.
Un témoin a déclaré avoir vu 11 corps dont huit ou neuf dans une fosse peu profonde près de la route et deux ou trois à proximité. Un autre témoin a déclaré que toutes les personnes avaient reçu une balle dans la tête. Human Rights Watch affirme avoir réussi à obtenir quatre photos du massacre. L'un montre un tas de sept corps près de la route, certains blessés par balle à la tête. Deux photos montrent huit cadavres dans un véhicule. Selon le préfet de Bossangoa, les autorités ont récupéré 13 corps. Trois cadavres ont été emmenés directement sur les lieux du crime, tandis que les 10 autres ont été emmenés à l'hôpital de Bossangoa, où des proches les ont récupérés avant que les médecins ne puissent les examiner.

## Réactions et conséquences
La mission de maintien de la paix des Nations unies, la MINUSCA, a envoyé une patrouille conjointe des forces de l'UNPOL et de la MINUSCA dans la région pour enquêter sur les meurtres. Deux témoins ont déclaré avoir vu plusieurs véhicules arriver dans la zone dont la police, la gendarmerie, la MINUSCA, l'UNPOL ainsi que le préfet. Une autre personne a déclaré avoir vu des soldats de la MINUSCA ramasser des douilles près des corps.
Selon le préfet de Bossangoa et le ministre de la communication un massacre a été commis par les rebelles de la Coalition des patriotes pour le changement. Le gouvernement a créé une commission spéciale pour enquêter sur le massacre, mais en mai 2022, il n'a publié aucune conclusion. Selon le parti d'opposition Kwa Na Kwa et CorbeauNews, le massacre a été commis par des mercenaires russes du groupe Wagner. La Coalition des patriotes pour le changement a officiellement publié une déclaration niant toute responsabilité dans le massacre et accusant les mercenaires russes. L'enquête menée par Human Rights Watch, qui a consisté à interroger 12 personnes, 10 par téléphone et deux en personne, a également accusé des mercenaires russes. Les conclusions de cette enquête ont été publiées en mai 2022.